# Мадрушкат
Мадрушкат (также Мадрушкент; тадж. Мадрушкат) — село, находящееся в Горно-Матчинском районе Согдийской области Таджикистана. Одно из древнейших поселений на территории Таджикистана доперсидского периода. 

## Этимология
Мадрушкат и другие названия селений у матчинцев: "Рог", "Ланглиф", "Эссиз", "Пакшиф", "Водиф", "Полдорак", "Тору", "Падаск", "Табушн", "Мадрушкат " — имеют согдийские корни. Слово мадрушкат имеет согдийские корни, Мадрушкат — «Матро» (Митра, бог солнца) и «кент» (город), дословно «город Митры».
Первые письменные упоминания о Мадрушкате датированы VIII веком — это письмо от мадрушкатского правителя к кштутскому, касающееся неких работников кштутского правителя, отправленных в Мадрушкат на подневольную работу. В районе Мадрушката регулярно производились археологические раскопки, среди найденных объектов — городище Калан Хисорак и несколько крепостей VII-VIII вв.
До 2002 года Мадрушкат (до 1933 года Мадрушкент) являлся административным центром Горно-Матчинского района. Постановлением Высшего Собрания Республики Таджикистан № 352 от 12 ноября 2002 года, на основании ходатайства Маджлиса народных депутатов Согдийской области административный центр района был перенесён в село Мехрон, которое за год до этого было включено в состав района.
Основное занятие населения — сельское хозяйство, в частности, в последнее время основной статьёй дохода жителей села стало выращивание картофеля. Население села по состоянию на 2010 год составляет 1 000 человек.